# Lysidice kuekenthali
Lysidice kuekenthali är en ringmaskart som beskrevs av Fischli 1900. Lysidice kuekenthali ingår i släktet Lysidice och familjen Eunicidae. Inga underarter finns listade i Catalogue of Life.